# Барга – Новий Лівий стяг
48°12′56″ пн. ш. 118°15′44″ сх. д. / 48.21569° пн. ш. 118.26212° сх. д.
Барга – Новий Лівий стяг (кит. 新巴尔虎左旗, пін. Xīn Bā'ĕrhŭ Zuŏqí) — один із повітів КНР у складі префектури Хулунбуїр, Внутрішня Монголія. Адміністративний центр — містечко Амгалан.

## Географія
Барга – Новий Лівий стяг лежить на захід від Великого Хінгану східніше озера Хулунь-Нур на плоскогір'ї Барга. Західним кордоном повіту слугує річка Орчун.

### Клімат
Хошун знаходиться у зоні, котра характеризується вологим континентальним кліматом з теплим літом. Найтепліший місяць — липень із середньою температурою 21,5 °C. Найхолодніший місяць — січень, із середньою температурою -23,2 °С.
| Клімат хошуну Барга – Новий Лівий стяг | Клімат хошуну Барга – Новий Лівий стяг | Клімат хошуну Барга – Новий Лівий стяг | Клімат хошуну Барга – Новий Лівий стяг | Клімат хошуну Барга – Новий Лівий стяг | Клімат хошуну Барга – Новий Лівий стяг | Клімат хошуну Барга – Новий Лівий стяг | Клімат хошуну Барга – Новий Лівий стяг | Клімат хошуну Барга – Новий Лівий стяг | Клімат хошуну Барга – Новий Лівий стяг | Клімат хошуну Барга – Новий Лівий стяг | Клімат хошуну Барга – Новий Лівий стяг | Клімат хошуну Барга – Новий Лівий стяг | Клімат хошуну Барга – Новий Лівий стяг |
| Показник                               | Січ.                                   | Лют.                                   | Бер.                                   | Квіт.                                  | Трав.                                  | Черв.                                  | Лип.                                   | Серп.                                  | Вер.                                   | Жовт.                                  | Лист.                                  | Груд.                                  | Рік                                    |
| Середній максимум, °C                  | −17,8                                  | −12,2                                  | −2,2                                   | 10,5                                   | 19,1                                   | 25,5                                   | 27,3                                   | 25,6                                   | 18,5                                   | 8,9                                    | −4,5                                   | −14,7                                  | 7                                      |
| Середня температура, °C                | −23,2                                  | −18,7                                  | −8,9                                   | 3,6                                    | 12,2                                   | 19                                     | 21,5                                   | 19,4                                   | 11,9                                   | 2,1                                    | −10,5                                  | −19,8                                  | 0,7                                    |
| Середній мінімум, °C                   | −27,3                                  | −23,8                                  | −14,5                                  | −2,6                                   | 5,1                                    | 12,4                                   | 15,9                                   | 13,8                                   | 6,2                                    | −3,1                                   | −15,1                                  | −23,9                                  | −4,7                                   |
| Норма опадів, мм                       | 3                                      | 2.5                                    | 4.5                                    | 11.2                                   | 18.6                                   | 41.6                                   | 79.1                                   | 65.2                                   | 28.3                                   | 10                                     | 4.7                                    | 5.5                                    | 274.2                                  |
| Вологість повітря, %                   | 78                                     | 76                                     | 64                                     | 46                                     | 41                                     | 51                                     | 62                                     | 63                                     | 58                                     | 57                                     | 69                                     | 78                                     | 61.9                                   |
| -------------------------------------- | -------------------------------------- | -------------------------------------- | -------------------------------------- | -------------------------------------- | -------------------------------------- | -------------------------------------- | -------------------------------------- | -------------------------------------- | -------------------------------------- | -------------------------------------- | -------------------------------------- | -------------------------------------- | -------------------------------------- |
| Джерело: data.cma.cn                   |                                        |                                        |                                        |                                        |                                        |                                        |                                        |                                        |                                        |                                        |                                        |                                        |                                        |